# إيفان جون
إيفان جون (بالإنجليزية: Evan Llewelyn)‏ هو سياسي بريطاني وأسترالي، ولد في 30 يونيو 1875 في المملكة المتحدة، وتوفي في 11 يونيو 1967 في توومبا في أستراليا. حزبياً، نشط في حزب العمال الأسترالي. وقد انتخب عضو المجلس التشريعي ولاية كوينزلاند.